# Cynoglossum occidentale
Cynoglossum occidentale là loài thực vật có hoa trong họ Mồ hôi. Loài này được A.Gray mô tả khoa học đầu tiên năm 1874.